# Prvenstvo Kraljevine Jugoslavije u vaterpolu 1940.
Vaterpolsko prvenstvo Kraljevine Jugoslavije za 1940. godinu je osvojio Jug iz Dubrovnika.

## Sustav natjecanja
Prvenstvo je igrano kao dvokružna liga uz sudjelovanje pet klubova. Vaterpolska liga je igrana u sklopu državne lige u plivanju.

## Ljestvica
| mj | klub              | ut. | pob. | ner. | por. | gol+ | gol- | bod. |
| --- | ----------------- | --- | ---- | ---- | ---- | ---- | ---- | ---- |
| 1. | Jug Dubrovnik     | 7   | 6    | 0    | 1    | 37   | 8    | 12   |
| 2. | Viktorija Sušak   | 7   | 5    | 0    | 2    | 28   | 14   | 10   |
| 3. | Jadran Split      | 7   | 4    | 0    | 3    | 20   | 19   | 8    |
| 4. | ZPK Zagreb        | 7   | 2    | 0    | 5    | 13   | 23   | 4    |
| 5. | Ilirija Ljubljana | 8   | 1    | 0    | 7    | 11   | 45   | 2    |
| |                   |     |      |      |      |      |      |      |
| naselje Sušak je danas dio Rijeke susreti Jadran - Jug i ZPK - Viktorija prekinuti te nisu uključeni u ljestvicu |                   |     |      |      |      |      |      |      |

## Poveznice
- Jugoslavenska vaterpolska prvenstva